# يورزوفكا (فولغوغراد)
يورزوفكا (بالروسية: Ёрзовка) هي مدينة في مقاطعة فولغوغراد أوبلاست في روسيا. يبلغ عدد سكانها حوالي 5923 نسمة.